# Menhir de Hradištko
Le menhir de Hradištko, connu en tchèque sous le nom de Kersko-Hradišťský menhir, est une petite pierre dressée située près de la commune de Hradištko, en République tchèque.

## Situation
Le menhir est situé à environ un kilomètre à l'ouest de Hradištko, à une quarantaine de kilomètres à l'est-nord-est de Prague ; il se dresse dans une zone boisée, à une cinquantaine de mètres de l'Elbe.

## Description
La pierre, composée de grès quartzeux, mesure environ 76 cm de hauteur pour 50 cm de largeur et 30 cm d'épaisseur ; il pourrait s'agir d'une borne et non d'un véritable menhir.